# Гиз (кантон)
Ги́з (фр. Guise) — кантон во Франции, находится в регионе О-де-Франс, департамент Эна. Входит в состав округа Вервен.

## История
До 2015 года в состав кантона входили коммуны Берно, Ваданкур, Виллер-ле-Гиз, Гиз, Ирон, Лавакрес, Лекьель-Сен-Жермен, Маккиньи, Мальзи, Марли-Гомон, Монсо-сюр-Уаз, Нуайяль,  Одиньи, Отвиль, Пруази, Пруа, Ромри, Флавиньи-ле-Гранд-э-Борен, Эзонвиль-э-Берновиль.
В результате реформы 2015 года состав кантона был изменен. В него вошли упраздненные кантоны Вассиньи и Ле-Нувьон-ан-Тьераш.

## Состав кантона с 22 марта 2015 года
В состав кантона входят коммуны (население по данным Национального института статистики за 2018 г.):
- Аннап — население 321 чел.
- Барзи-ан-Тьераш — население 327 чел.
- Берг-сюр-Самбр — население 212 чел.
- Берно — население 448 чел.
- Буэ — население 1 331 чел.
- Ваданкур — население 531 чел.
- Васиньи — население 953 чел.
- Венероль — население 220 чел.
- Виллер-ле-Гиз — население 166 чел.
- Во-Андиньи — население 911 чел.
- Гран-Верли — население 138 чел.
- Гружи — население 346 чел.
- Гиз — население 4 731 чел.
- Доран — население 155 чел.
- Ирон — население 232 чел.
- Крюпийи — население 63 чел.
- Ла-Валле-Мюлатр — население 145 чел.
- Ла-Нёвиль-ле-Доран — население 379 чел.
- Лавакрес — население 202 чел.
- Лекьель-Сен-Жермен — население 810 чел.
- Ле-Нувьон-ан-Тьераш — население 2 584 чел.
- Лешель — население 269 чел.
- Маккиньи — население 371 чел.
- Мальзи — население 203 чел.
- Марли-Гомон — население 482 чел.
- Менвре — население 661 чел.
- Молен — население 154 чел.
- Монсо-сюр-Уаз — население 127 чел.
- Нуайяль — население 166 чел.
- Одиньи — население 280 чел.
- Отвиль — население 170 чел.
- Пети-Верли — население 144 чел.
- Пруази — население 281 чел.
- Пруа — население 142 чел.
- Рибовиль — население 62 чел.
- Ромри — население 82 чел.
- Сен-Мартен-Ривьер — население 113 чел.
- Тюпиньи — население 329 чел.
- Уази — население 466 чел.
- Феми-ле-Сар — население 480 чел.
- Флавиньи-ле-Гранд-э-Борен — население 456 чел.
- Шиньи — население 148 чел.
- Эзонвиль-э-Берновиль — население 258 чел.
- Эскеэри — население 861 чел.
- Этрё — население 1 439 чел.

## Политика
На президентских выборах 2022 г. жители кантона отдали в 1-м туре Марин Ле Пен 46,3 % голосов против 20,7 % у Эмманюэля Макрона и 12,5 % у Жана-Люка Меланшона; во 2-м туре в кантоне победила Ле Пен, получившая 67,2 % голосов. (2017 год. 1 тур: Марин Ле Пен – 41,9 %, Франсуа Фийон – 16,6 %, Эмманюэль Макрон – 14,4 %, Жан-Люк Меланшон – 14,2 %; 2 тур: Ле Пен – 61,9 %. 2012 год. 1 тур: Марин Ле Пен — 28,7 %, Франсуа Олланд — 28,6 %, Николя Саркози — 24,0 %; 2 тур: Олланд — 53,4 %).
С 2021 года кантон в Совете департамента Эна представляют мэр коммуны Ле-Нувьон-ан-Тьераш Розлин Кай (Roselyne Cail) и мэр коммуны Гиз Юг Коше (Hugues Cochet) (оба — Разные центристы).
|                | Кандидаты                  | Партия                   | Первый тур | Первый тур     | Второй тур | Второй тур |
| Кол-во голосов | Кандидаты                  | Партия                   | % голосов  | Кол-во голосов | % голосов  |            |
| -------------- | -------------------------- | ------------------------ | ---------- | -------------- | ---------- | ---------- |
|                | Розлин Кай Юг Коше         | Разные центристы         | 3 795      | 59,92          | 4 110      | 62,83      |
|                | Франсин Брюссе Арман Полле | Национальное объединение | 2 538      | 40,08          | 2 431      | 37,17      |

|                | Кандидаты                      | Партия                  | Первый тур | Первый тур     | Второй тур | Второй тур |
| Кол-во голосов | Кандидаты                      | Партия                  | % голосов  | Кол-во голосов | % голосов  |            |
| -------------- | ------------------------------ | ----------------------- | ---------- | -------------- | ---------- | ---------- |
|                | Арман Полле Марион Сайяр       | Национальный фронт      | 3 926      | 44,05          | 4 732      | 53,90      |
|                | Моник Вальтон Тьерри Тома      | Социалистическая партия | 2 605      | 29,23          | 4 047      | 46,10      |
|                | Оливье Камбре Анн-Мари Левьель | Правый блок             | 2 381      | 26,72          |            |            |

|  | Кандидат          | Партия                    | % голосов |
|  | ----------------- | ------------------------- | --------- |
|  | Даниэль Кювелье   | Социалистическая партия   | 63,79     |
|  | Кристиан Лакомбле | Союз за народное движение | 26,64     |
|  | Анжелика Лебран   | Национальный фронт        | 9,57      |